# Alana Blanchard
Alana Rene Blanchard (Kauai, Hawaii, 5 de março de 1990) é uma surfista e modelo profissional norte-americana. Blanchard surfou no  ASP World Tour, embora ela tenha indicado que pode fazer uma pausa do surf competitivo em 2015. Blanchard também está envolvida na concepção de biquínis da Rip Curl.
Blanchard é amiga da também surfista Bethany Hamilton, e estava presente quando Hamilton sofreu o ataque de tubarão que infelizmente lhe tirou seu braço.
Blanchard foi interpretada pela atriz  Lorraine Nicholson no filme de 2011 Soul Surfer.

## Carreira
Blanchard ficou em primeiro lugar em shortboard em Pipeline Championships os T & C Femininos 2005. Ela também ganhou o campeonato no Women’s Pipeline Championships, Havaí.; Rip Curl Girls Festival Junior Pro, Espanha; Pro Trials Roxy, em Haleiwa, Havaí; Billabong Pro, Pre Trials, Hookipa, Maui; e Volcom Pufferfish Surf Series, Pinetrees, Kauai.